# Balranald Shire
Balranald Shire är en kommun i Australien. Den ligger i delstaten New South Wales, i den sydöstra delen av landet, omkring 710 kilometer väster om delstatshuvudstaden Sydney. Antalet invånare var 2 287 vid folkräkningen 2016.
Följande samhällen finns i Balranald:
- Balranald
- Euston